# Ostropomycetidae
Ostropomycetidae é uma subclasse de fungos da classe Lecanoromycetes.